# Cofradía de la Crucifixión del Señor y de la Venerable Orden Tercera de San Francisco de Asís (Zaragoza)
La Cofradía de la Crucifixión del Señor y de la Venerable Orden Tercera de San Francisco de Asís fundada en 1952 como cofradía penitencial, es una de las 25 participantes en la Semana Santa zaragozana.

## Orígenes
A lo largo del siglo XVIII, la Venerable Orden Tercera de San Francisco de Asís organizaba tres procesiones: la del Encuentro el Martes Santo, la del Santo Entierro el Viernes Santo y la de la Resurrección el Domingo de Pascua. Tras la voladura del convento de San Francisco durante los Sitios de Zaragoza en 1809, suspendió la vida de comunidad hasta 1815, en que volvió a realizar un Vía Crucis por el interior del claustro del destruido convento y la procesión del Encuentro. La V.O.T. continuó realizando la procesión del Encuentro durante los primeros decenios del siglo XX. La actual Cofradía de la Crucifixión del Señor y de San Francisco de Asís corresponde al año 1952 fue fundada por las tres Órdenes establecidas canónicamente en Zaragoza (de Santa Catalina, de los P.P. Capuchinos de San Antonio de Torrero y de los P.P. Franciscanos del Arrabal).
Tipos de miembros
- Hermanos de número
- Hermanos bienhechores
- Hermanos de honor

## Festividades
- Impresión de las Llagas de San Francisco (17 de septiembre).
- Festividad de San Francisco de Asís (4 de octubre).

## Hábito

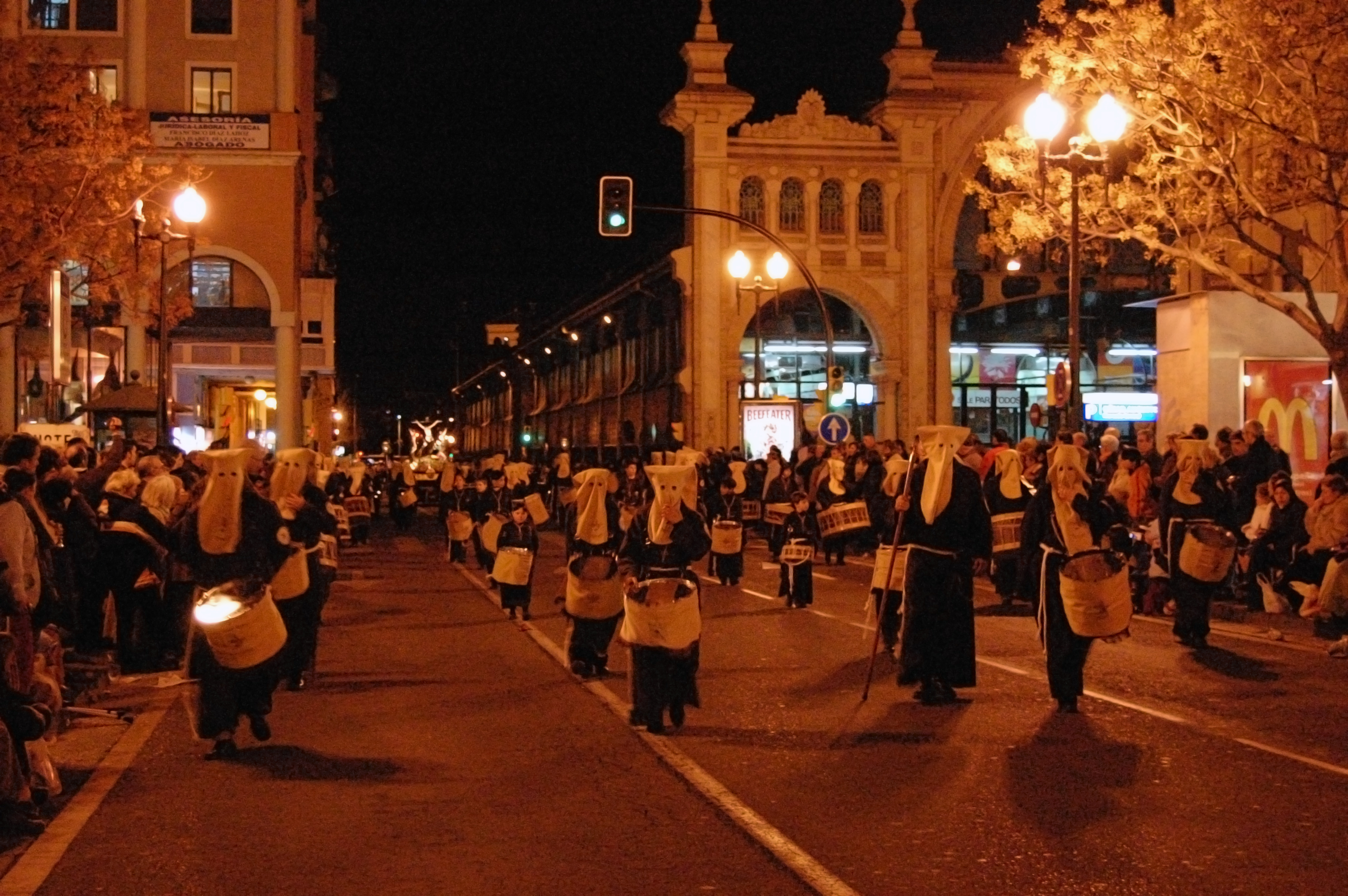
Sección de instrumentos

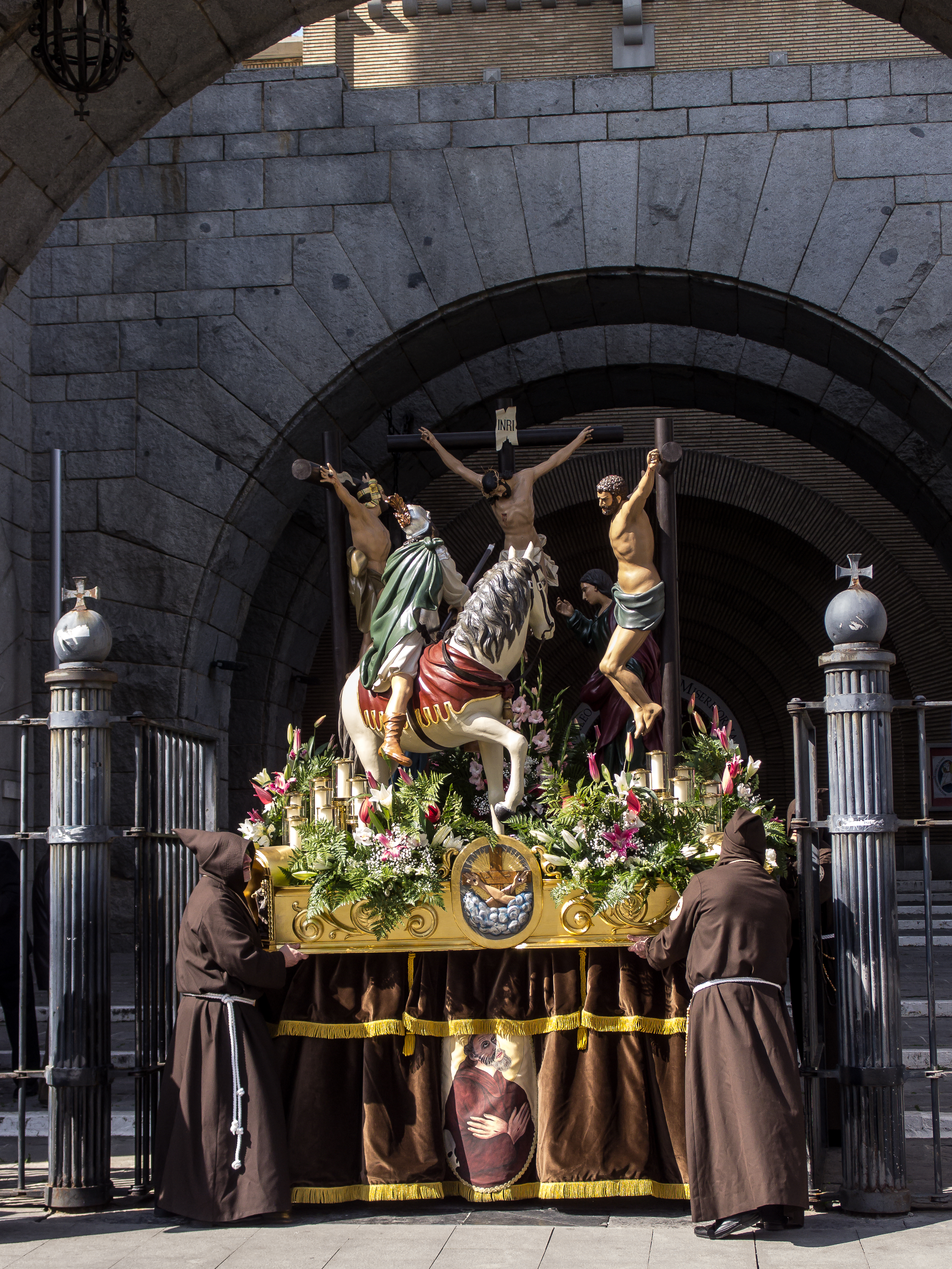
Calvario

Utilizan el hábito franciscano compuesto por un sayal marrón con capucha; cordón franciscano, con los tres nudos que representan los votos de pobreza, castidad y obediencia, anteriormente se usabatercerol color crema que fue sustituido desde 2016 por la capucha del sayal, zapatos y calcetines negros.

## Instrumentos
Tambores, bombos y timbales, acompañados por cornetas y, ocasionalmente, por timbalas o timbaletas.

## Emblema
Consiste en una cruz en la que se ven clavados dos brazos, el de Cristo -desnudo- y el de San Francisco -vestido con el hábito franciscano-, emergiendo sobre una nube de divinidad.

## Sedes
Sede Canónica: Iglesia-Basílica de San Antonio de Padua. Pso. Cuellar, 10-18 50006  Zaragoza
Sede Social: Iglesia de San Francisco de Asís Avda. América, 8-10  50007  Zaragoza.